# Nathan Cohen (Kritiker)
Samuel Nathan Cohen (* 16. April 1923 Sydney, Nova Scotia; † 26. März 1971 in Toronto, Ontario) war ein kanadischer Theaterkritiker und Hörfunk- und Fernsehmoderator. Cohen galt als der einzige berufliche Theaterkritiker des Landes bis Mitte der 1960er Jahre. Er wurde in einer osteuropäisch-jüdischen Einwandererfamilie geboren. Er begann seine Karriere in den Medien als Redakteur der Studentenzeitung der Mount Allison University. Nach seinem Studienabschluss war er Redakteur der Glace Bay Gazette. Im Jahr 1945 zog er endgültig nach Toronto und schrieb für verschiedene von der Kommunistischen Partei unterstützte Zeitungen. Im Jahr 1948 wurde er Theaterkritiker bei CBC Radio. Als CBC in den 1950er Jahren mit Fernsehübertragungen begann, wurde Cohen einer der ersten Talkshow-Moderatoren. 1959 wechselte er zum Toronto Daily Star, für den er bis zu seinem Tod 1971 als Theaterkritiker tätig war.

## Jugend
Cohen wurde in Sydney, Neuschottland, geboren und wuchs dort auf. Seine Familie waren jüdische Einwanderer aus Polen (Ansiedlungsrayon), die sich in der Nähe eines Stahlwerks in Kanada niederließen. Ihren Familiennamen schrieben sie anfangs Kaplansky. Von seinen drei Geschwistern war Cohen der erste, der in Kanada geboren wurde. Als Kind las er ausdauernd im Hinterzimmer des Lebensmittelladens seiner Eltern. Im Alter von 16 Jahren trat er in die Mount Allison University ein und gab die Studentenzeitung und das Jahrbuch der Universität heraus.

## Werdegang als Kritiker

### Glace Bay Gazette
Nach seinem Abschluss an der Mount Allison School studierte er ein Semester lang Jura an der Osgoode Hall Law School, kehrte aber ohne Abschluss nach Nova Scotia zurück. Er fand eine Anstellung als Journalist und arbeitete praktisch als Ein-Mann-Firma, indem er von 1942 bis 1945 die Ausgaben der Glace Bay Gazette, einer von der Gewerkschaft herausgegebenen Tageszeitung, schrieb, redigierte, setzte und herausgab.

### Labor-Progressive Party
Er trat der Labor-Progressive Party (wie die Kommunistische Partei damals hieß) bei und zog 1945 nach Toronto, wo er für die Parteizeitung Canadian Tribune und das Vochenblatt, eine jiddische kommunistische Wochenzeitung, als Redakteur des englischsprachigen Teils arbeitete und politische Artikel, Buchrezensionen und später Theaterkritiken schrieb.
Joe Gershman, der Herausgeber des Vochenblattes, erklärte später über Cohens kommunistische Zugehörigkeit: „In den Jahren, in denen er Mitglied war, war er ein Rebell gegen bestimmte Postulate der Partei. Er lehnte den demokratischen Zentralismus ab, insbesondere im Bereich der Kunst. Er war der Meinung, dass ein Schriftsteller die Möglichkeit haben sollte, frei zu erforschen und zu schreiben, was er denkt und sieht, anstatt der Parteilinie zu folgen. Nathan war von Natur aus ein Rebell, selbst als er in der Kommunistischen Partei war.“ Cohen verließ die Partei wahrscheinlich um 1947.

### CBC Rundfunk
Mavor Moore wurde auf ihn aufmerksam und empfahl Cohen an die Canadian Broadcasting Corporation, wo er als Theaterkritiker die Sendungen Across the Footlights, The Theatre Week und CJBC Views the Shows moderierte. Landesweite Bekanntheit erlangte Cohen als Moderator von Fighting Words, einer intellektuellen, aber beliebten Panel-Show auf CBC Television von 1953 bis 1962. Cohen arbeitete in den 1950er Jahren auch für CBC Television als Skript-Editor für die Anthologie-Serie General Motors Theatre und setzte seine Arbeit bei CBC Radio fort, wo er Interviews in der Sendung Audio führte.

### Toronto TelegramundToronto Daily Star
In den 1950er Jahren gab er auch seine eigene Zeitschrift The Critic heraus. Cohen begann 1957 eine Theaterkolumne für das Toronto Telegram zu schreiben und wurde zwei Jahre später vom Toronto Daily Star eingestellt, wo er Feuilletonsredakteur der Zeitung wurde und bis zu seinem Tod blieb. Cohen war für seine Integrität als Kritiker bekannt und zögerte nicht, negative Kritiken abzugeben, womit er mit der damals üblichen Kritikpraxis brach, die meist aus unkritischem Lob bestand. Er wurde von der Canadian University Press gebeten, Tipps für angehende Kunstkritiker zu geben, was er 1964 in eine Toronto Star-Kolumne mit dem Titel "Rules for budding critics" umsetzte.